# Ясмин Ахмад
Ясмин Ахмад (малайск. Yasmin Ahmad) (7.1. 1958, Букит-Трех, Джохор — 25.7.2009, Петалинг-Джая) — малайзийский сценарист и режиссёр.

## Краткая биография
По образованию психолог. Закончила Ньюкаслский университет (Великобритания) в 1982 году.
Одна из зачинателей современной рекламы на телевидении в Малайзии. Работала копирайтером в компании «Огилви и Матер», с 1993 года — исполнительным художественным директором компании «Лео Бурнетт».
Первый фильм «Слабое зрение» (Rabun) (2003) биографичен — в основу положена история жизни её родителей. Фильмы «Раскосые китайские глаза» (Sepet) (2004) и «Тревога» (Gubra) (2006) поднимают актуальную в Малайзии проблему — взаимоотношения между различными национальными общинами . О мире детских грез и первой любви повествует фильм «Мухсин» (Mukhsin) (2006). Фильм «Новообращённый» (Mualaf) о людях, нашедших утешение в религии. Последний фильм «Алло, мы ищем таланты» (Talentime) (2009), насыщенный музыкальными номерами, продолжает тему взаимоотношения между различными национальными общинами.

## Семья
Отец — Ахмад Хашим, мать — Тном Йон, супруг — Тан Ю Леонг (с 2003 года).

## Критика. Оценка творчества
Фильмы Ясмин знаменуют новую эру в малайзийском кинематографе - «новую волну» или новый реализм (если эпоху П. Рамли рассматривать как время критического реализма). Стиль её фильмов похож на стиль российского режиссера Андрея Тарковского: сюжетная линия развивается медленно, но внутри много напряженности и энергии, которые в конце концов приводят к взрыву.— Виктор Погадаев

## Награды
- Malaysia Video Awards за лучшую режиссуру (1999) — рекламный ролик «Прощение» для нефтяной компании «Петронас»;
- Association of Accredited Advertising Agents Malaysia’s Golden Kancil Award -лучшему рекламному агентству (1999/2000);
- Malaysia Video Awards — серебряная награда за лучший сценарий — рекламный ролик «Юзи» о безопасности на дорогах для нефтяной компании «Петронас» (2000);
- Malaysia Video Awards — бронзовая награда за лучший сценарий «Протезы Vas» для компании мобильной связи Celcom(2000);
- Награда Кинофестиваля Малайзии за оригинальный сценарий и лучший фильм «Раскосые китайские глаза» (2005)
- Награда «Лучший азиатский фильм» 18-го Токийского международного кинофестиваля — «Раскосые китайские глаза» (2005)
- Награда Кинофестиваля Малайзии за лучший сценарий и лучший фильм — «Тревога» (2006)
- Золотая награда за лучший рекламный ролик «Тан Хонг Мин влюбился» на Международном фестивале рекламы «Каннские львы»(2008);
- Награда Кинофестиваля Малайзии за лучшую режиссуру «Алло, мы ищем таланты» (2009);
- Награда за лучший фильм для детей («Муксин») на Берлинском международном кинофестивале(2007);
- 54-й кинофестиваль Азиатско-тихоокеанского региона — за лучшую режиссуру фильма «Новообращённый» (2010)

## Память
- В 2014 году в городе Ипо открыт музей Ясмин Ахмад.